# Velankanni
Velankanni (Tamil: வேளாங்கண்ணி Vēḷāṅkaṇṇi [ˈʋeːɭaːŋɡəɳːi]; auch Velanganni, Vailankanni) ist ein Ort im südindischen Bundesstaat Tamil Nadu mit rund 11.000 Einwohnern (Volkszählung 2011). Als Ort einer Marienerscheinung ist Velankanni der wichtigste katholische Wallfahrtsort Indiens und gilt als „Lourdes des Ostens“. 

## Geografie

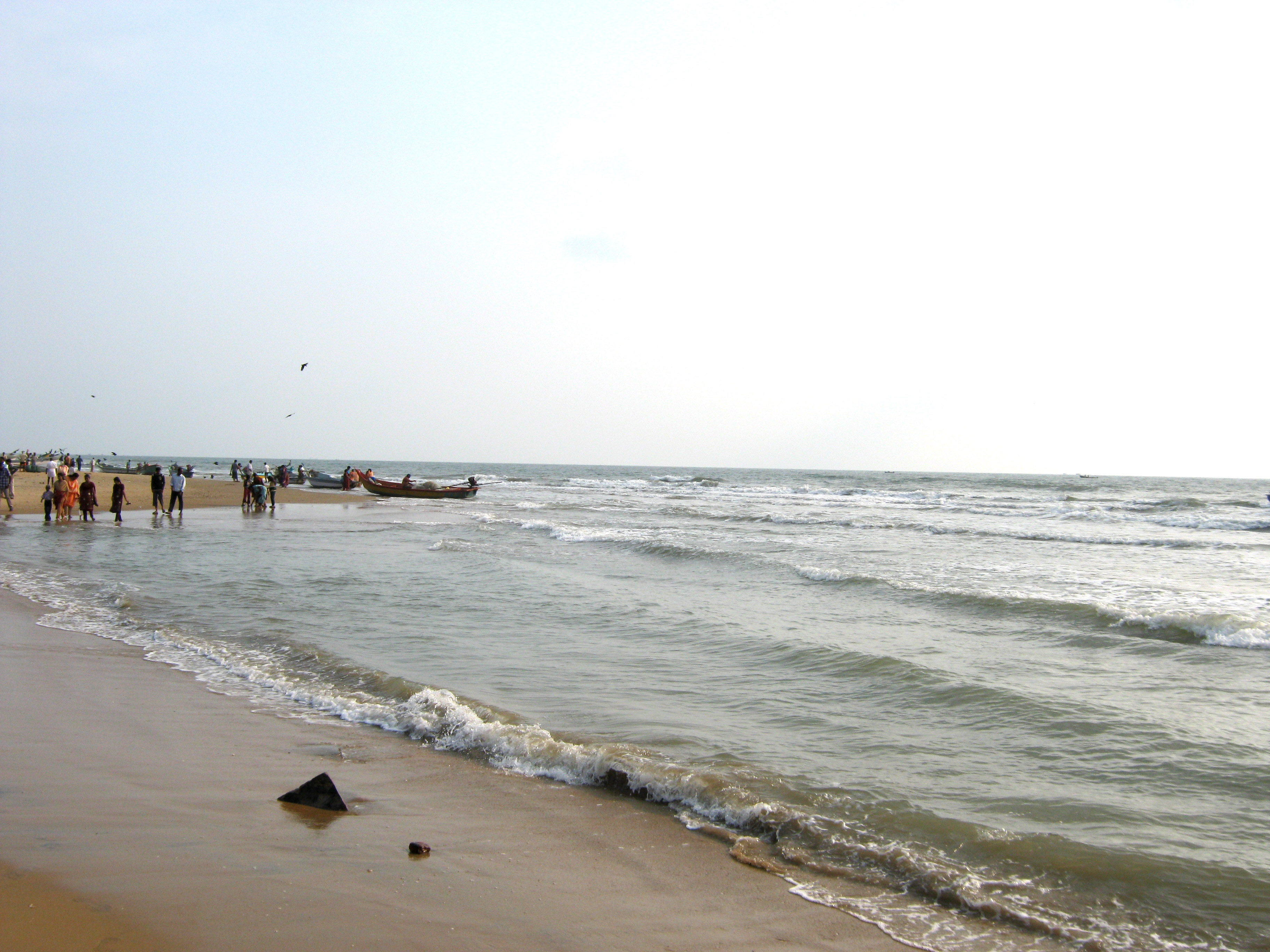
Meeresküste bei Velankanni

Velankanni liegt an der Koromandelküste am Golf von Bengalen im Distrikt Nagapattinam des Bundesstaates Tamil Nadu. Die nächstgrößere Stadt ist die Distrikthauptstadt Nagapattinam 12 Kilometer nördlich, nach Chennai (Madras), die Hauptstadt Tamil Nadus, sind es 320 Kilometer. Südlich des Ortes mündet der Vellayar, einer der zahlreichen Mündungsarme im Delta Kaveri-Flusses, ins Meer.
Über das nahegelegene Nagapattinam bestehen zahlreiche Verkehrsverbindungen. Derzeit sind ein Bahnhof in Velankanni und eine zehn Kilometer lange Stichstrecke von Nagapattinam im Bau, durch die Velankanni an das Eisenbahnnetz angeschlossen werden soll.
Velankanni gehört zu dem Bereich der indischen Küste, der mit am schwersten vom Tsunami-Katastrophe am 26. Dezember 2004 getroffen wurde. In Velankanni selbst kamen durch den Tsunami über 2000 Menschen ums Leben. Velankanni war besonders schwer betroffen, weil sich wegen der Weihnachtsfeierlichkeiten viele Pilger in der Stadt befanden.

## Bevölkerung
Trotz seiner Bedeutung als christlicher Wallfahrtsort ist die Bevölkerung Velankannis mehrheitlich hinduistisch. Nach der Volkszählung 2011 sind 62 Prozent der Einwohner Hindus, 31 Prozent sind Christen und 6 Prozent Muslime. Die Hauptsprache ist, wie in ganz Tamil Nadu, das Tamil, das von fast 100 Prozent der Bevölkerung als Muttersprache gesprochen wird.

## Religiöse Bedeutung
Durch die Missionstätigkeit der Portugiesen, die in Nagapattinam einen Stützpunkt unterhielten, gab es in dem Gebiet bereits ab dem 16. Jahrhundert Katholiken. Um 1600 soll es in Velankanni insgesamt drei Marienerscheinungen gegeben haben. An der Stelle der Marienerscheinung wurde eine Kirche errichtet, die mehrfach umgebaut und erweitert wurde, zuletzt 1974/75. Im Jahr 1962 erhob Papst Johannes XXIII. die Kirche von Velankanni in den Rang einer Basilica minor. In ihrer heutigen Form ist die Basilica of Our Lady of Good Health ein weiß getünchter neugotischer Bau mit einem ca. 110 Meter langen Hauptschiff und zwei ca. 40 Meter langen Querschiffen. Die Vierung wird von einem 28 Meter hohen Oktogon gekrönt, das Portal flankieren zwei 25 Meter hohe Kirchtürme.
Die Basilika von Velankanni ist „Unserer Lieben Frau der Gesundheit“ (englisch Our Lady of Good Health, Tamil ஆரோக்கிய மாதா Arokkiya Mata) geweiht. Der Wallfahrt nach Velankanni werden heilende Kräfte zugeschrieben. Zahlreiche Pilger kommen nach Velankanni und beten um die Heilung ihrer Krankheiten. Personen, die nach einer Wallfahrt geheilt worden sind, spenden oft Nachbildungen der geheilten Körperteile aus Gold oder Silber. Ähnlich der Praxis bei Hindu-Wallfahrten lassen sich viele Pilger das Haar scheren (vgl. Tempelhaar). Außer von Katholiken wird die Basilika von Velankanni auch von örtlichen Hindus und Muslimen besucht.
Velankanni ist der wichtigste christliche Wallfahrtsort Indiens. Allein das elftägige Kirchenfest, das alljährlich im August/September stattfindet, zieht geschätzte zwei Millionen Pilger an. Höhepunkt des Festes ist eine Prozession, bei der ein Bildnis Marias auf einem Prozessionswagen (ähnlich den hinduistischen Tempelwagen) durch die Stadt gezogen wird. Für die Pilger, die aus verschiedenen Teilen Indiens nach Velankanni strömen, werden Messen in acht verschiedenen Sprachen gehalten: Tamil, Englisch, Malayalam, Kannada, Telugu, Konkani, Hindi und Marathi.